# سیارک ۱۲۷۱۹۶
سیارک ۱۲۷۱۹۶ (به انگلیسی: 127196 Hanaceplechova، نامگذاری:2002HH)۱۲۷۱۹۶مین سیارک کشف شده‌است که در ۱۶ آوریل ۲۰۰۲ کشف شد.